# كارل هيستر
كارل هيستر (بالإنجليزية: Carl Hester)‏ هو فارس سباق ومدرب رياضي بريطاني، ولد في 29 يونيو 1967 في Chipping Barnet ‏ في المملكة المتحدة.

## وصلات خارجية
- كارل هيستر على موقع الاتحاد الدولي للفروسية (الإنجليزية)
- كارل هيستر على موقع FEI (رابط بديل) (الإنجليزية)
- كارل هيستر على موقع أوليمبيديا (الإنجليزية)
- كارل هيستر على موقع اللجنة الأولمبية البريطانية (الإنجليزية)
- كارل هيستر على موقع IMDb (الإنجليزية)